# هاینکل هائی ۱۱۱
هاینکل هائی ۱۱۱ (به آلمانی: Heinkel He 111) یک هواگرد دو موتوره ساخت شرکت هاینکل در آلمان بود که عنوان هواپیمای مسافربری و بمب‌افکن طراحی و در جریان جنگ جهانی دوم توسط لوفت‌وافه استفاده شد. در طول سال‌ها هواگرد هائی ۱۱۱ مداوما دست‌خوش ارتقا نیرو محرکه، اصلاح تسلیحات تهاجمی و دفاعی و افزایش زره بود و با نقش‌های مختلفی شامل هواگرد اژدرافکن ضدکشتی، مسیریابی، موشک‌انداز، حمل نیروی چترباز و کشیدن گلایدر، منطبق شد. هائی ۱۱۱ با بهره‌وری بالا، به کشورهای دیگر صادر شد و یک دهه پس از جنگ همچنان در اسپانیا تولید می‌شد.

## طراحی
هاینکل هائی ۱۱۱ اوایل سال ۱۹۳۴ به عنوان هواگرد پرسرعت ترابری و بمب‌افکن برای لوفت‌وافه که هنوز فعالیت مخفی داشت، طراحی شد. طرح آن شباهت زیادی به هواگرد پیشین هائی ۷۰ داشت. هائی ۱۱۱ یک هواگرد دو موتوره بزرگ‌تر با همان سطوح بیضوی بال و دُم بود. هائی ۱۱۱آ (a) (بعدا هائی ۱۱۱فاو-۱)، نخستین پیش‌نمونه با موتور ب‌ام‌و ۶ اوسِت با توان ۶۶۰ اسب بخار (۴۴۸ کیلووات)، به خلبانی گرهارت نیچکه روز ۲۴ فوریه سال ۱۹۳۵ در ماریِنیه به پرواز درآمد. پیش‌نمونه دوم سه هفته بعد به هوا برخاست. پیش‌نمونه سوم، پرچم‌دار مدل هائی ۱۱۱آ (A) نسخه بمب‌افکن بود و عملکرد خوبی از خود نشان داد.
شش فروند از مدل مسافربری هائی ۱۱۱سی-۰ با ۱۰ صندلی در طول سال ۱۹۳۶ وارد خدمت در دویچه لوفت‌هانزا شد. همان سال ده فروند نخست مدل نظامی هائی ۱۱۱آ-۰ در مرکز رشلین مورد ارزیابی قرار گرفت. هواگرد به جهت توان ناکافی موتور هنگام حمل ادوات جنگی، به سرعت رد و تمامی ده فروند به چین فروخته شد. شرکت هاینکل برای رفع این مشکل مدل هائی ۱۱۱ب را طراحی نمود که مدل پیش‌تولید آن هائی ۱۱۱ب-۰ از موتور دایملر-بنتس دی‌ب ۶۰۰آ با توان ۱٬۰۰۰ اسب بخار (۷۴۶ کیلووات)، استفاده می‌کرد. با وجود افزایش قابل ملاحظه وزن، حداکثر سرعت در این مدل به ۳۶۰ کیلومتر بر ساعت رسید. اواخر سال ۱۹۳۶ نخستین مدل تولیدی، هائی ۱۱۱ب-۱، با موتور دی‌ب ۶۰۰سی با توان ۸۸۰ اسب بخار (۶۵۶ کیلووات) پدید آمد و ارزیابی‌های موفقی داشت. مدل هائی ۱۱۱ب-۲ سال ۱۹۳۷ با موتور دی‌ب ۶۰۳سی‌گه با توان ۹۵۰ اسب بخار (۷۰۹ کیلووات) تولید شد.
تعداد اندکی از نمونه‌های مدل‌های هائی ۱۱۱ده-۰ و هائی ۱۱۱ده-۱ با موتور دی‌ب ۶۰۳گه‌آ با توان ۹۵۰ اسب بخار (۷۰۹ کیلووات) از خط تولید خارج شدند. با توجه به کمبود دسترسی به این موتور، تولید از سال ۱۹۳۸ به مدل هائی ۱۱۱ایی با موتور یونکرس یومو ۲۰۱آ-۱ با توان ۱٬۰۰۰ اسب بخار (۷۴۶ کیلووات) تغییر کرد. حدود ۲۰۰ فروند از این مدل تولید شد که قابلیت خوبی در حمل ۲٬۰۰۰ کیلوگرم بمب داشت. در نتیجه تلاش‌ها برای ساده‌سازی سازه هواگرد جهت سهولت تولید، پیش‌نمونه هفتم با لبه صاف جلو و عقب بال‌ها طراحی شد. همان سال مدل هائی ۱۱۱اف بر این مبنا پدید آمد. مدتی بعد با حل مشکل تأمین موتور دی‌ب ۶۰۰ مدل هائی ۱۱۱یوت با همان موتور تولید شد.
گروه طراحی هاینکل برای حل مشکل دید ضعیف حاصل از دماغه طولانی و اتاقک ناهم‌سطح، یک دماغه نامتقارن کاملاً لعاب‌دار تولید کرد که در مدل هائی ۱۱۱په با موتور دی‌ب ۶۰۱ و در مدل هائی ۱۱۱ها با موتور یومو ۲۱۱ به‌کار رفت و شکل استاندارد این گونه شد. در این اتاقک شیشه‌ای خلبان در طرف چپ می‌نشست و ابزارهای آن در سقف بود. مسلسل دماغه به طرف راست قرار داشت. جایگاه هدف‌گیری و ابزار نشانه‌روی در بخش زیر اتاقک بود. از سال ۱۹۴۰ تولید تماماً به مدل هائی ۱۱۱ها اختصاص گرفت و موتور یومو ۲۱۱ به استاندارد این گونه در پنج سال آینده بدل شد.

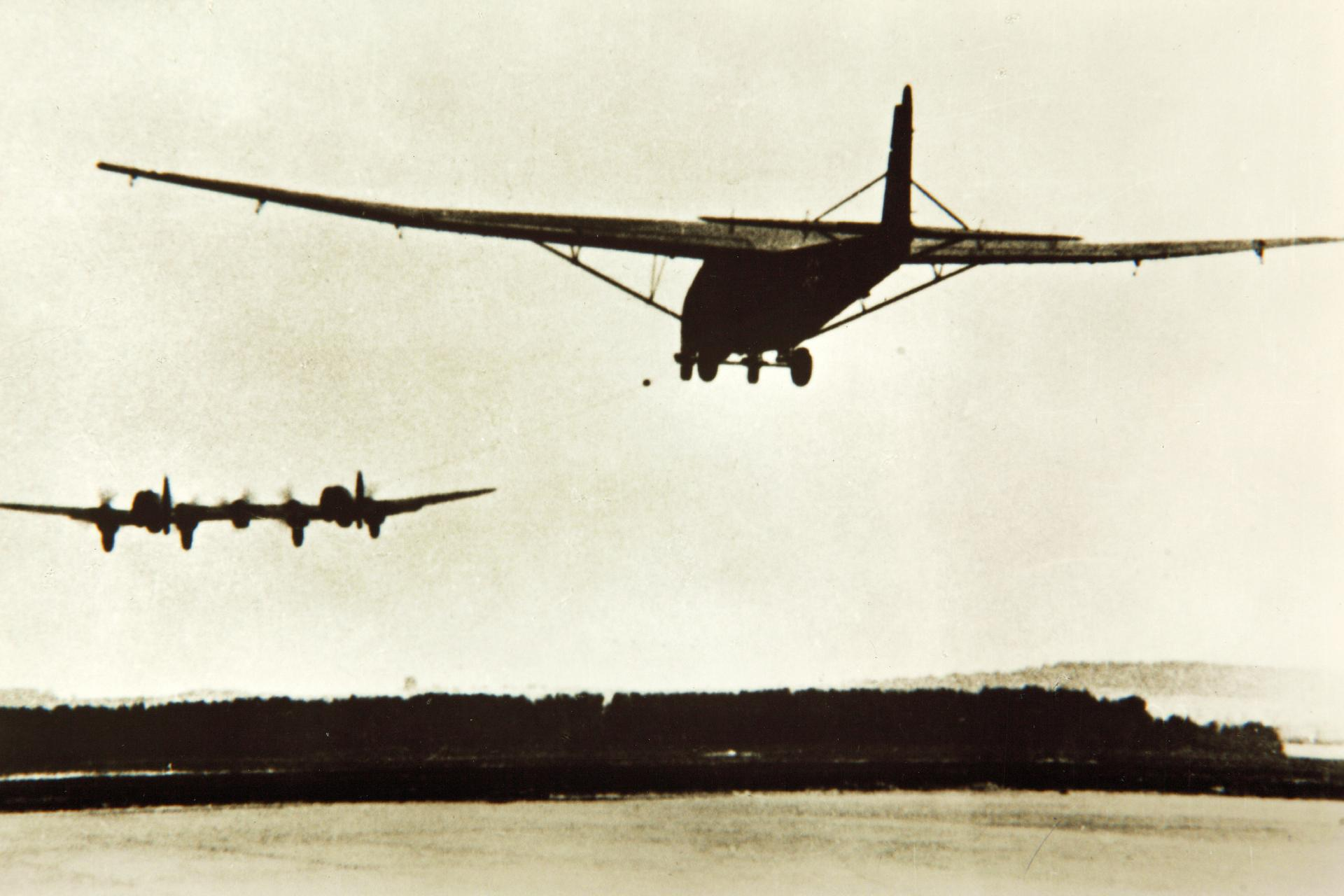
هائی ۱۱۱ست در حال کشیدن بادپر ام‌ایی ۳۲۱

مدل هائی ۱۱۱ست با دو بدنه متصل کنار یکدیگر هائی ۱۱۱ و پنج موتور یومو ۲۱۱اف برای کشیدن بادپر سنگین ترابری مسرشمیت ام‌ایی ۳۲۱ ایجاد شد. خلبان هواگرد را از اتاقک سمت چپ هدایت می‌کرد. بی‌سیم‌چی یک مهندس و یک تیربارچی هم در بدنه چپ بودند. دیده‌بان و یک مهندس و تیربارچی دیگر در بدنه سمت راست بودند. دو پیش‌نمونه از این مدل در سال ۱۹۴۱ به پرواز درآمد و ده نمونه دیگر سال ۱۹۴۲ تحویل شد.

## مدل‌ها
- هائی ۱۱۱فاو-۱: نخستین پیش‌نمونه، با دو موتور ب‌ام‌و ۶، نخستین پرواز در روز ۲۴ فوریه سال ۱۹۳۵[۱]
- هائی ۱۱۱فاو-۲ گونه ترابری با طول بال کوتاه‌تر و لبه پشتی صاف، نخستین پرواز در روز ۱۲ مارس سال ۱۹۳۵[۱]
- هائی ۱۱۱فاو-۳: گونه بمب‌افکن با طول بال‌های هر چه کوتاه‌تر[۱]
- هائی ۱۱۱آ: مدل تولید بر مبنای فاو-۳، سنگین و کم‌توان - ۱۰ فروند پیش‌تولید[۱]
- هائی ۱۱۱فاو-۵: پیش‌نمونه مدل ب[۱]
- هائی ۱۱۱ب-۰: مدل پیش‌تولید با موتور دایملر-بنتس دی‌ب ۶۰۰آ[۳] - ۳۰۰ فروند[۱]
- هائی ۱۱۱ب-۱: مدل تولیدی[۱] با موتور دایملر-بنتس دی‌ب ۶۰۰سی[۳]
- هائی ۱۱۱ب-۲: با موتور دی‌ب ۶۰۳سی‌گه[۳]
- هائی ۱۱۱سی-۰: مدل مسافربری[۳]
- هائی ۱۱۱ده-۰ و هائی ۱۱۱ده-۱: با موتور دی‌ب ۶۰۳گه‌آ[۳]
- هائی ۱۱۱ایی: گونه بمب‌افکن با موتور یونکرس یومو ۲۱۱آ۱ - حدود ۲۰۰ فروند[۳]
- هائی ۱۱۱فاو-۷: پیش‌نمونه مدل اف[۱]
- هائی ۱۱۱ف: با لبه جلویی صاف بال‌ها[۱]
- هائی ۱۱یوت: با موتور دی‌ب ۶۰۰[۲]
- هائی ۱۱۱گه: گونه ترابری[۱]
- هائی ۱۱۱په: با موتور دایملر-بنتس دی‌ب ۶۰۱آآ با توان ۱٬۱۵۰ اسب بخار و دماغه کاملاً لعاب‌دار نامتقارن[۱]
- هائی ۱۱۱ها: مدل استاندارد تولید از سال ۱۹۴۰[۴] با موتور یونکرس یومو ۲۱۱ با توان ۱٬۱۰۰ اسب بخار[۱]
  - هائی ۱۱۱ها-۶: گونه اژدرافکن[۴]
  - هائی ۱۱۱ها-۶: گونه مسیرباب مجهز به تجهیزات رادویی بیشتر[۴]
  - هائی ۱۱۱ها-۲۱: با موتور یومو ۲۱۳ با توان ۱٬۷۵۰ اسب بخار با قابلیت حمل ۳٫۰۰۰ کیلوگرم بمب[۴]
- هائی ۱۱۱ست: با دو بدنه هائی ۱۱۱ و پنج موتور یومو ۲۱۱اف برای کشیدن بادپر سنگین ترابری مسرشمیت ام‌ایی ۳۲۱[۴]

## تولید
بیش از ۱٬۰۰۰ فروند از هواگرد هائی ۱۱۱ تا مدل گه تا میانه سال ۱۹۳۹، پیش از آغاز جنگ جهانی دوم، تولید شد. از دو مدل بمب‌افکن هائی ۱۱۱په وها حدود ۶٬۱۵۰ فروند تولید شد. تولید این نوع هواگرد سال ۱۹۴۴ به پایان رسید.

## تاریخچه عملیاتی
هائی ۱۱۱فاو-۲، دومین پیش‌نمونه، به دویچه لوفت‌هانزا تحویل و نام روستوک بر آن نهاده شد. این هواگرد بعداً برای انجام ماموریت‌های شناسایی مخفی به‌کار رفت. با وجود این که لوفت‌هانزا استفاده از گونه هائی ۱۱۱سی را پرهزینه می‌دید، آن را اواخر دهه ۱۹۳۰ در برخی راه‌های هوایی اروپایی خود به‌کار گرفت.
نخستین نمونه‌های مدل هائی ۱۱۱ب-۱ اواخر سال ۱۹۳۶ در اختیار گروه ۱ جناح ۱۵۴ رزمی لوفت‌وافه در هانوفر قرار گرفت. سی فروند از مدل هائی ۱۱۱ب-۱ به عنوان نیروی بمب‌افکن به جنگ داخلی اسپانیا فرستاده شد. لژیون کوندور سال ۱۹۳۷ این مدل را در شرایط رزمی آزمود که بسیار موفق بود. هواگرد می‌توانست با سرعت خود از جنگنده‌های دشمن بگریزد. از مدل‌های بعدی نیز در این درگیری‌ها استفاده شد و پس از جنگ داخلی به نیروی هوایی اسپانیا تعلق گرفت.
پنج فروند از هواگردهای هائی ۱۱۱اگه به دویچه لوفت‌هانزا و چهار فروند از آن به ترکیه تحویل داده شد.
هئیت نمایندگی لوفت‌وافه به رهبری سپهبد ارهارت میلش و سرتیپ ارنست اودت ماه اکتبر سال ۱۹۳۷ در یک دیدار رسمی، برای بازدید از نیروی هوایی بریتانیا با هواگرد هائی ۱۱۱فاو-۷ به کد ده-آاِس‌آاِر (D-ASAR) به مقصد فرودگاه کرویدون به این کشور سفر کردند.

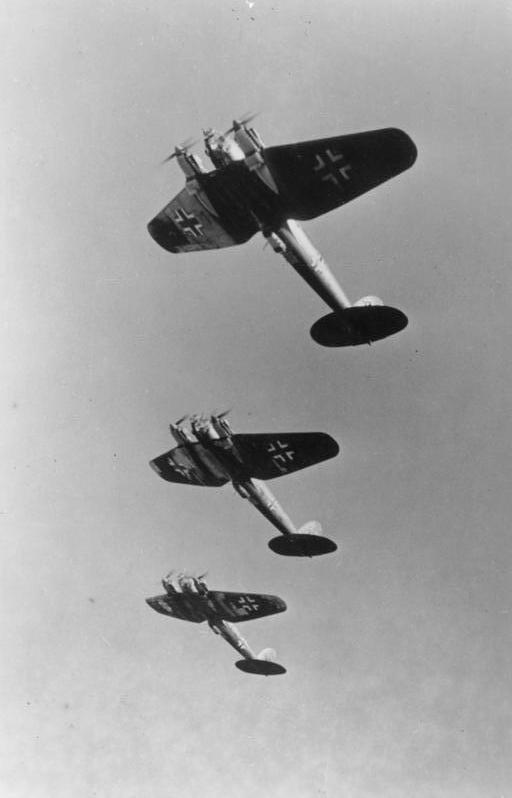
آرایشی از بمب‌افکن‌های هائی ۱۱۱

تحویل مدل‌های هائی ۱۱۱په و هائی ۱۱۱ها از سال ۱۹۳۹ آغاز شد. زیرْ گونه‌های این دو مدل ستون فقرات نیروی بمب‌افکن لوفت‌وافه را بین سال‌های ۱۹۴۰ تا ۱۹۴۳ تشکیل می‌دادند. کاربرد عملیاتی نشان داد تسلیحات دفاعی هائی ۱۱۱ بسیار ناکافی است. اجرای عملیات بدون محافظت جنگنده‌ها و وارد آمدن خسارات سنگین به این هواگردها در نبرد بریتاینا سبب شد از آن‌ها در ماموریت‌های کم‌خطرتر بمباران شبانه، مین‌ریزی و اژدرافکنی استفاده شود. آن‌ها همچنین در وظایف کم‌اهمیت‌تر همچون یدک‌کشی بادپر، نیز به‌کار رفت. هائی ۱۱۱ تا میانه جنگ جهانی دوم دیگر منسوخ به حساب می‌آمد اما به جهت نبود جایگزین کاملاً مناسب، تولید آن تا سال ۱۹۴۴ ادامه پیدا کرد.

## مشخصات فنی
هائی ۱۱۱ها-۱۶:
مشخصات عمومی
- نوع: بمب‌افکن متوسط
- خدمه: ۵ نفر
- طول: ۱۶٫۴ متر
- طول بال: ۲۲٫۶ متر
- مساحت بال: ۸۶٫۵ متر مربع
- ارتفاع: ۴ متر
- وزن خالی: ۸٬۶۸۰ کیلوگرم
- وزن بارگذاری‌شده: ۱۴٬۰۰۰ کیلوگرم
- نیرومحرکه: ۲ × موتور وی معکوس ۱۲ سیلندر یونکرس یومو ۲۱۱اف خنک‌شونده با آب: ۱٬۳۵۰ اسب بخار

عملکرد
- حداکثر سرعت: ۴۳۶ کیلومتر بر ساعت در ۶٬۰۰۰ متری - ۳۴۹ کیلومتر بر ساعت در حالت بارگذاری در ۴٬۰۰۰ متری
- سقف پرواز: ۶٬۷۰۰ متر
- برد: ۱٬۹۵۰ کیلومتر در سرعت ۳۳۰ کیلومتر بر ساعت در سطح دریا با ۲٬۵۰۰ کیلوگرم بمب

تسلیحات
- ۱ × توپ خودکار ۲۰ میلی‌متری ام‌گه اف‌اف در دماغه
- ۱ × مسلسل ۱۳ میلی‌متری ام‌گه ۱۳۱ در جایگاه سقف
- ۲ × مسلسل ۷٫۹۲ میلی‌متری ام‌گه ۱۵ در پشت اتاقک کف
- ۲ × مسلسل ۷٫۹۲ میلی‌متری ام‌گه ۸۱ در جایگاه‌های اطراف بدنه
- تا ۲٬۰۰۰ کیلوگرم بمب در داخل هواگرد و همان مقدار در خارج از آن
  - ۳۲ × بمب ۵۰ کیلوگرمی یا ۸ × بمب ۲۵۰ کیلوگرمی در درون بدنه یا ۱۶ × بمب ۵۰ کیلوگرمی در درون بدن و ۱ × بمب ۱٬۰۰۰ کیلوگرمی در محفظه بیرونی